# Robi Axiata
Robi Axiata Limited, DBA Robi (Bengali: রবি আজিয়াটা লিমিটেড), ex AKTel, è una joint venture tra Axiata Malaysia (92%) e NTT DoCoMo Giappone (8%).
Robi è il terzo operatore di telefonia cellulare più grande in Bangladesh, con 25,3 milioni di iscritti (dicembre 2014).